# 小林裕幸
小林裕幸（1972年8月12日 - ）是日本電子遊戲設計師。名古屋市出身。現屬網易旗下工作室“GPTRACK50”负责人；此前他在卡普空任职超过20年。

## 简介
1995年，以程式設計師身份進入卡普空。擔任製作的人的第一部作品則是《恐龍危機2》。
就算曾親自製作出像是《惡魔獵人》等作品，但本人卻只對《戰國BASARA》系列有計畫性地進行發展，就連動畫版也都親自參與製作，給人帶來強烈的參與感。在戰國BASARA成為自己的象徵作品後，還親自說出「他與《惡魔獵人》間只有1到2成的關係、但與《BASARA》之間反而成為自己的風格」。
有關《BASARA》系列的誕生，小林表示自己原本對戰國時代沒興趣，但他認為「這個題材相當有趣可以搏得一定的人氣」而開始製作，並且也讓他開始學習相關的歷史。但他本人以前則是說過「因為自己本人對戰國時代有興趣，所以想要製作出一部能夠讓武將們活躍的動作遊戲」而加以製作。
2022年8月12日，他在自己的推特上宣布將離開卡普空，並以製作人身份加入中國網易。。同年11月，网易宣布在大阪开设新的游戏开发公司“GPTRACK50”，小林裕幸担任新公司的执行董事长。

## 作品

### 遊戲
- 惡靈古堡系列
  - 惡靈古堡
  - 惡靈古堡（復刻版）：製作人
  - 惡靈古堡4：製作人
  - 惡靈古堡6：總製作人
- 恐龍危機系列
  - 恐龍危機
  - 恐龍危機2：製作人
  - 恐龍危機3：製作人
- 惡魔獵人系列
  - 惡魔獵人：製作人
  - 惡魔獵人4：製作人
- 杀手7：製作人
- 戰国BASARA系列：製作人
  - 戰国BASARA
  - 戰国BASARA
  - 戰国BASARA 雙重包
  - 戰国BASARA2 英雄外傳(HEROES)
  - 戰国BASARA2 英雄外傳(HEROES) 雙重包
  - 戰国BASARA X
  - 戰国BASARA 熱戰英雄
  - 戰国BASARA3
  - 戰国BASARA 年代群雄
  - 戰国BASARA3 宴
  - 戰国BASARA HD Collection
  - 戰国BASARA4
- 龍族教義：製作人
  - 龍族教義：黑暗再臨：總製作人
- 靈裝戰士：執行製作人
  - 靈裝戰士神章：執行製作人

### 動畫

#### 電視動畫
- 惡魔獵人：監督
- 戰国BASARA系列：原作監修
  - 戰国BASARA
  - 戰国BASARA弐
  - 戦国BASARA Judge End
- 靈裝戰士：企畫・監修

#### 動畫電影
- 惡靈古堡系列：製作人
  - 惡靈古堡：惡化
  - 惡靈古堡：詛咒
- 戰国BASARA系列：原作監修
  - 劇場版 戰国BASARA -The Last Party-

### 網路動畫
- 龍族教義：共同製作人

### 舞台劇
- - 舞台「戰国BASARA」：監修
  - 舞台「戰国BASARA」～蒼紅共鬥～：監修
  - 舞台「戰国BASARA3」：原作監修
  - 舞台「戰国BASARA2」：原作監修
  - 舞台「戰国BASARA3」-瀨戶内響嵐-：原作監修

- - 舞台「惡魔獵人ーTHE LIVE HACKERー」：原作監修

### 寫實片

#### 電視劇
- 戰国BASARA系列：原作監修
  - 戰国BASARA-MOONLIGHT PARTY

#### 真人電影
- 戰国BASARA系列：原作監修
  - 戰国BASARA-MOONLIGHT PARTY-Remix 前篇
  - 戰国BASARA-MOONLIGHT PARTY-Remix 後篇

## 備註
1. 1 2 3 4  .   [2011-08-07]. （原始内容存档于2011-08-10）.
2. 1 2  .   [2011-08-07]. （原始内容存档于2019-08-12）.
3. ↑  . 成美堂. 2008.
4. ↑  . まんたんウェブ. 2009-05-06  [2011-08-07]. （原始内容存档于2011-08-10）.
5. ↑  . Game Watch. インプレス. 2022-08-12  [2022-08-12]. （原始内容存档于2022-08-13）.
6. ↑  NetEase Games，日本に新ゲームスタジオ「GPTRACK50」を設立。バイオシリーズのプロデューサーで知られる小林裕幸氏が代表取締役社長に （页面存档备份，存于）.4Gamer.2022-11-01.[2022-11-01].

## 外部連結
- 小林裕幸製作人部落格
- 小林裕幸的X（前Twitter）